# 皇帝のいない八月
『皇帝のいない八月』（こうていのいないはちがつ）は、三無事件をモデルとした小林久三による小説、またそれを原作とする1978年公開の松竹製作の映画。

## 概要
松本清張の系譜を受け継ぐ「社会悪」を抉り出す社会派推理小説の一種にして、鉄道ミステリの変形。新風社文庫版のあとがきによれば、自衛隊のクーデター計画（「昭和三十八年度総合防衛図上研究」いわゆる「三矢研究」）があったと聞かされたことが執筆の原因であると作者は述べている。
1978年には松竹制作・山本薩夫監督のもと映画化された。大物政治家と組み武力クーデターによって右翼政権樹立を一気に目指す自衛隊反乱分子と、それを秘密裏に鎮圧しようとする政府の攻防を描くポリティカル・フィクションであり、クーデター部隊に乗っ取られたブルートレイン「さくら」の車内が舞台の中心となる和製『カサンドラ・クロス』のような趣の列車パニック映画ともなっている。実際、初のテレビ放送の際には原作者が出演し、『カサンドラ・クロス』に触発されたと語っている。
なお、原作ではタイトルの意味は特に明らかにされず、石森の回想でおぼろげに想像させるだけに留まっているが、映画では決起作戦の名前となっており、同名の交響曲を収めたLPレコードも劇中曲として登場する。

## 小説

### あらすじ
8月、岩手県の国道4号線で謎のトラック事故が発生した。その翌日、三流業界紙に勤務する石森宏明は、ブルートレイン「さくら」への乗車を妨害しようとする謎の一団に狙われる。暗躍する一団の靴にはある特徴があった。また車内には突如姿をくらましていたかつての恋人、杏子が乗り込んでいた。姿を現す巨大な陰謀に、石森の脳裏にはかつて「死の商人」ともいうべき総合商社に勤めていた過去の、夏の日の光景が甦る･･･

### 書誌情報
- （講談社、1978年）
- （講談社文庫、1980年） ISBN 4-06-136210-0
- （日本文芸社日文文庫、1997年） ISBN 4-537-08018-3
- （新風舎文庫、2004年） ISBN 4-7974-9334-8

マンガ版
- 林ひさお『皇帝のいない八月』（講談社コミックノベルス、1985年） ISBN 4-06-103825-7

## 映画

### あらすじ
保革伯仲し与党内でも分裂が危ぶまれる政局不安定な198X年（予告編による）の暑い夏の夜、国道4号線で不審なトラックを追跡していた岩手県警察のパトカーが銃撃される事件が発生した。現場に残された弾痕から、犯行に用いられたのは自衛隊が保有していない5.56mm NATO弾であることが判明し、内閣総理大臣の佐橋と内閣調査室長の利倉を驚かせる。
数日後、鹿児島で法事に出席していた陸上幕僚監部警務部長の江見為一郎陸将補は、急遽東京への帰還を命じられる。途中博多に寄り、娘の藤崎杏子を訪ねた江見だったが、杏子の夫で元1等陸尉の藤崎顕正は数日前から外出しているという。警務部によりA級の「特定隊員」に指定され監視されている顕正の行方に一抹の不安を覚える江見。父の訪問に不穏なものを覚えた杏子は、博多駅へ向かい、かつての恋人である石森宏明と再会する。そして顕正の姿を追った杏子は、杏子を制止する若い男達を振り切り、強引にブルートレイン「さくら」号に乗り込んだ。
杏子の只ならぬ雰囲気に後を追って「さくら」号に乗り込んだ石森だったが、下関駅停車中に列車の周りで不審な動きをする男たちを目撃する。石森は杏子に真相を言うよう言い寄るが、そこへ陸上自衛隊の65式作業服姿で64式小銃を構えた男達が車両を制圧し始める。彼らは顕正を中心に、アメリカに媚を売り、腐敗しきっている民政党の現政権、そして民主主義による日本古来の伝統の不純化に対してクーデター「皇帝のいない八月」を宣言。西日本各地から乗車した自衛官と共にさくら号をトレインジャックし、右派系の元首相で政界の黒幕の大畑剛造を担ぎ、一部の自衛隊の最高幹部とともに武装蜂起したのだ。彼らの目的は自衛隊を国防軍に再編すること。そのために軍事力を用いて政府を制圧し、内閣総理大臣を拘束、憲法改正を断行するという。藤崎の乗客向けの演説には三島事件の三島由紀夫の檄文と類似したものが用いられていた。
江見は6年前にUPI通信社が誤報した自衛隊クーデター計画「ブルー・プラン」の首謀者とされた真野陸将を尋問するが、真野は舌を噛み切って自殺。しかし真野が乗っていた車から「皇帝のいない八月」の作戦計画書が発見される。自衛隊による武装蜂起計画という未曽有の事態に、佐橋首相は山村防衛庁長官と三神統幕議長、そして陸海空自衛隊にクーデターの秘密裏の鎮圧を命令。未蜂起の部隊を次々と武装解除する一方で、蜂起した部隊も包囲した上で全滅させていく。一方、佐橋は大畑に、クーデター鎮圧後の議席数の配分を相談して大畑に咎められる。さらに、CIAが戦略・情報・人脈を使って介入してくる。
石森は、車掌を射殺し関東の蜂起部隊が次々と鎮圧されてもなおクーデターを敢行しようとする顕正たちを責めるが、杏子は顕正に夫としての思いを寄せる。そして大畑が佐橋の別荘で毒殺される中、秘密裏に編成された自衛隊の対ハイジャック特殊部隊による藤崎隊の武力鎮圧作戦が密かに進められていた。

### キャスト
- 藤崎顕正：渡瀬恒彦（元第32普通科連隊1等陸尉・クーデター実行部隊藤崎隊隊長）[2]
- 藤崎杏子：吉永小百合（藤崎顕正の妻）[4]
- 利倉保久：高橋悦史（内閣調査室室長）
- 石森宏明：山本圭（レザー旬報記者・藤崎杏子の元恋人）[4]
- 東上正：山﨑努（元1等陸尉・クーデター実行部隊東上隊隊長）[4]
- 有賀弘一：森田健作（毎朝新聞政治部員）[4]
- 矢島1曹：永島敏行（藤崎隊隊員）[4]
- 実行部隊1曹：風間杜夫（藤崎隊隊員）[4]
- 小森1尉：三上真一郎（藤崎隊隊員）
- 島1曹：橋本功（藤崎隊隊員）
- 正垣慎吾：神山繁（毎朝新聞政治部長）
- 真野陸将：鈴木瑞穂（陸上自衛隊幕僚監部・クーデター計画首謀者の一人）
- 徳永陸将補：岡田英次（広島第13師団副師団長）
- 野口：大滝秀治（福岡の製靴会社社長）
- 久保：渥美清（さくら号乗客）[4]
- 佐橋総理大臣：滝沢修（民政党）
- 大畑剛造：佐分利信（民政党奥の院・クーデター計画の黒幕）
- 河崎通商産業大臣：久米明（三村派）
- 浜尾労働大臣：内藤武敏（青志会派）
- 曽根大蔵大臣：浜田寅彦（曽根派）
- 若生文部大臣：松本克平（六月会）
- 山村貞徳：永井智雄（防衛庁長官）
- 黒須忠雄：渥美国泰（内閣官房長官）
- 兵頭重雄：嵯峨善兵（大日本菊花会会長）
- 秘書官：早川純一（佐橋総理大臣秘書官）
- 秘書：浜村純（大畑の側近）
  - 波多野憲
- 久米：塚本信夫（内閣調査室室）
- トーマス中佐：デニス・ファーレル（在日米軍G2）
- 氷山行徳：神田隆（日本経営連合会会頭）
- 調査官：小美野欣二（内閣調査室室）
- 調査官：伊東辰夫（内閣調査室室）
- 警務隊員：原田清人
- 松谷1尉：勝部演之（防衛庁技術研究本部）
- 実行部隊1曹：磯部勉
- 太田2曹：金親保雄（国分第12連隊）
- 後藤1佐：伊藤克（第13師団司令部）
  - 高山彰
- 実行部隊1曹：河原裕昌（藤崎隊隊員）
  - 松本丈
- さくら号乗客専務車掌：園田裕久
- 調査官：原田君事（内閣調査室室）
- 側近：三島新太郎（大畑の側近）
- ユミの彼氏：山口晴記（さくら号乗客）
- 側近：松野健一（大畑の側近）
  - 今井健太郎
- 国務大臣：野口元雄（佐橋内閣）
  - 吉田多聞、島大五郎、宮島正俊、大川泉
  - 南部純三、大谷進、君塚正純、藤田康之
  - 小田草之介、渡辺紀之、喜田晋平、加島潤、志摩琢哉
  - 小森英明、土田桂司、城戸卓、山田幸栄
  - 羽生明彦、岡本忠幸、長谷川英敏、篠原靖夫、沖秀一
  - 高木信夫、高杉和宏、みのわかよこ、志賀真津子
- 紀子：中島ゆたか（バーのホステス）
- ユミ：泉じゅん（さくら号乗客）[4]
  - 二村民子
- 事務員：岡本茉莉：（福岡の製靴会社）
  - 森愛、橘麻紀
- 石森千秋：香野百合子（石森宏明の妻）[4]
- 中上冴子：太地喜和子（大畑剛造の愛人・バーのママ）
- 金田：岡田嘉子（さくら号乗客）
- 三神陸将：丹波哲郎（防衛庁 統合幕僚会議議長）
- 小山内建設大臣：小沢栄太郎（大畑派）
- 江見為一郎：三國連太郎（陸上自衛隊幕僚監部警務部長 陸将補・藤崎杏子の父）

※映画クレジット順

### スタッフ
- 監督：山本薩夫
- 脚本：山田信夫・渋谷正行・山本薩夫
- 製作：杉崎重美・宮古とく子・中川完治
- 製作補：沼尾鈞・福山正幸・小倉洋二
- 撮影：坂本典隆
- 美術：芳野尹孝
- 音楽：佐藤勝
- 録音：田中俊夫・松本隆司
- 照明：八亀実
- 編集：杉原よ志
- 製作進行：早川喜康[2]

### 製作
1977年12月に松竹が発表した1978年ラインアップでは「男はつらいよ第21作」、『学校』『遠く熱い道』とともに一本立て興行が決定、本作は洋画系でのロードショーと発表されていた。当時は各社とも一本立興行の割合を増やしていた時期で、松竹も1978年2月に、1978年6月から10月まで、6月『事件』、7月『雲霧仁左衛門』、8月寅さん、9月を本作、10月を『薄墨の桜』で各月一本立興行を続けると告知していた。1978年4月に一本立で公開した『渚の白い家』が宣伝費も回収出来ない程の興行的大失敗に終わり、金銭的以上に興行者や松竹ファンに対する信用失墜が大きく、また『事件』『雲霧仁左衛門』とも興行不安があり、寅さんを二本立て興行に急遽変更、『薄墨の桜』は製作延期が決定した。

#### キャスティング
当初、映画版で主役（原作ではあくまでも脇役）の藤崎役には渡哲也のキャスティングが想定されていたが、所属の石原プロが自ら製作しているテレビドラマ中心に起用する方針を曲げず、そのスケジュールを解放しなかったために断念（同時期の角川映画『人間の証明』も同様の理由で渡の起用を断念）。そして白羽の矢が立ったのが渡の実弟の渡瀬恒彦であった。それまで東映でヤクザ役やチンピラ役など粗暴な役が多かった渡瀬だったが、本作では信念を持った元自衛隊エリートの反乱分子の内なる狂気を演じた。
吉永小百合は、この作品で初めて死ぬ場面を演じたと語っている（プログラムより）。実際には『ガラスの中の少女』『愛と死を見つめて』など病死する物語は多数経験しているので、殺される場面、という意味と思われる。また、直接描写はないが物語上で殺される役はテレビの『風と雲と虹と』で演じている。
監督の甥でもある山本圭については、市民を代表し軍国主義の狂信者と対峙する重要な場面で、渡瀬恒彦の熱演に圧されぎみとなってしまい悔いが残ったと、山本薩夫は回想する。
オープニングクレジットで名前が単独で表示されるのは渥美清だけ。

#### 撮影
閣議は本来、総理大臣官邸内の円卓のある会議室（閣議室）で行われるが、撮影セットをニュース映像などでおなじみのマスコミの写真撮影用に用意されている閣僚応接室をもとに作ったため、応接室で閣議をひらいているようなシーンになった。
列車が舞台のパニック映画では、東映が『新幹線大爆破』（1975年）、東宝が『動脈列島』（1975年）などを制作しており、この作品はそれらと比較対象されることもある。これら諸作と同様、内容が内容だけに国鉄（当時）の協力は得られず、駅や「さくら」の走行シーンのロケは許可したとされたが、「さくら」の車両の外観､車内共にすべてセットで撮影された。予算の制約もあって車両などの考証は「雰囲気重視」となっており厳密ではない。外観のセットは三菱大夕張鉄道の明治生まれの客車に14系寝台に見立てた張りぼてを付けて、南大夕張駅構内で撮影されている。
クライマックスの爆破シーンでは大正時代設計のTR11イコライザ台車らしき台車を使用しているのが画面から判別できる。「さくら」号を最後に爆破したということで国鉄は大激怒し、製作元の松竹をはじめとした国内の映画各社には「以後、国鉄は映画の撮影には一切協力しない」との通達が出された。
自衛隊員がクーデターを起こすという内容から、自衛隊の協力も得られず、火器や車両等は『戦国自衛隊』（1979年）で使用されているものと同じものが使われている。
山本薩夫は、監督の依頼に応じて撮影に入ってから「軍事組織が一般人に混ざって列車で移動することは行動の迅速性という問題からあり得ないことだ」という指摘を軍事専門家から受けてしまい、物語の中心なので変えるわけにもいかず、悩んだと語っている。

### 登場車両
- EF65形1000番台電気機関車[4]

中盤から終盤にかけて登場、「寝台特急さくら号」を牽引した。ポスター等では「EF65形500番台」だったが劇中では1000番台になっている。
- ED76形電気機関車

序盤から中盤にかけて登場、「寝台特急さくら号」を牽引した。
- 14系寝台客車

「寝台特急さくら号」の客車だが、国鉄の協力を得る事が出来なかったため、セットやミニチュアなどで表現している。外観シーンでは先述の通り、三菱石炭鉱業大夕張鉄道線の客車に張りぼてをつけて撮影されたため、3軸ボギー車となっている。
- DD51形ディーゼル機関車[4]

序盤のみの登場で、ほぼ1シーンのみの登場だが貨物列車を牽引している。
ちなみにEF30形電気機関車及びEF81形電気機関車(300番台)は関門トンネルの内での撮影が不可能だった為、登場しない。

### サウンドトラック
公開当時、CBS SONY（現：ソニー・ミュージックエンタテインメント）よりEP盤のOSTがリリースされた。2010年3月に、CD盤で再発売された。

### その他
山本圭演じる石森が藤崎杏子（吉永）と共に過去に遭遇したチリ・クーデターを回想するシーンには、実際の記録映像の他に、1976年に松竹・富士映画共同配給で日本でも公開された映画『サンチャゴに雨が降る』の戦闘シーンが流用されている。同作の戦闘シーンはブルガリアで撮影されており、登場している戦車はT-34戦車をM41軽戦車に模して改造したものである。
神山繁が太地喜和子に渡す現金入り封筒が大き過ぎる。
1時間ぐらいのところでコンピュータを使って軍部関係の人間の危険度が何％かプロファイリングするシーンがある。
後半、雲仙温泉の後、渡瀬と吉永が夕陽を浴びながら丘の上で寝転がって抱き合うシーンがあり、当然吉永は脱がないが、乳りんが見えそうな際どいカットがある。太地喜和子は3度ある濡れ場の最後にチチを露出する。

### ロケ地
鹿児島県鹿児島市、福岡県福岡市・博多駅、北九州市戸畑駅・門司駅、神奈川県逗子マリーナ、長崎県雲仙温泉、東京地下鉄銀座線銀座駅。